# Laurent Chiflet
Laurent Chiflet (* November 1598 in Besançon; † 8. Juli 1658 in Antwerpen) war ein Jesuit und Grammatiker.

## Leben und Werk
Chiflet (auch Chifflet oder Chifletius) gehörte zu einer burgundischen Humanistenfamilie. Neben zahlreichen Erbauungsschriften schrieb er eine (1659 postum erschienene) Grammatik des Französischen, die in den Jesuitengymnasien benutzt und bis ins 18. Jahrhundert aufgelegt wurde. Cendrine Pagani-Naudet veröffentlichte 2021 eine kritische Ausgabe mit 100 Seiten Einleitung.

## Werke
- Essay d’une parfaite grammaire de la langue françoise, Antwerpen 1659, Genf 1973 (247 Seiten)
  - (kritische Ausgabe) Essay d’une parfaite grammaire de la langue françoise (1659). Hrsg. Cendrine Pagani-Naudet. Garnier, Paris 2021.